# My Cassette Player
My Cassette Player là album đầu tay của nữ ca sĩ người Đức Lena Meyer-Landrut. Album được phát hành với nghệ danh của cô, Lena, vào ngày 07 tháng 5 năm 2010, và ra mắt tại vị trí cao nhất của BXH album nhạc Đức. Album đã nhận được 5 chứng nhận Đĩa Vàng ở Đức nhờ bán được hơn 500.000 bản.

## Sản xuất
My Cassette Player bao gồm đĩa đơn cùng tên của ca khúc từng giành No.1 của Lena, "Satellite", nó cũng chiến thắng Eurovision Song Contest 2010, và các ca khúc "Love Me" và "Bee", từng được phát hành trước đó vào ngày 13 tháng 3 năm 2010. Album cũng của phiên bản cover ca khúc "My Same" của Adele và "Mr. Curiosity" của Jason Mraz, ca hai đều được Lena trình bày trong cuộc thi Unser Star für Oslo (Our Star for Oslo), một chương trình truyền hình nhằm chọn ra thí sinh và bài hát tham dự Eurovision Song Contest 2010, và phiên bản cover ca khúc "Not Following", được viết bởi ca sĩ - nhạc sĩ người Anh Ellie Goulding nhưng không được phát hành. Các ca khúc còn lại được sáng tác hoặc đồng sáng tác bởi Stefan Raab và Lena.
Bìa ảnh được sáng tác bởi Sophie Krische. Máy cassette trên bìa là SKR 700, được sản xuất ở Đông Đức cũ. Ảnh minh hoạ trong tập ảnh đi kèm được thực hiện bởi Ronald Reinsberg.
Đĩa đơn maxi thứ 2 trích từ album là "Touch a New Day", mặt B của nó là ca khúc "We Can't Go On", trước đó chỉ phát hành như bonus track trên Amazon.

## Đón nhận
| Đánh giá chuyên môn     | Đánh giá chuyên môn |
| Nguồn đánh giá          | Nguồn đánh giá      |
| Nguồn                   | Đánh giá            |
| ----------------------- | ------------------- |
| Aftonbladet             | [ 8 ]               |
| CDstars.de              | [ 9 ]               |
| Expressen               | [ 10 ]              |
| laut.de                 | [ 11 ]              |
| LetMeEntertainYou       | [ 12 ]              |
| MuzObzor                | [ 13 ]              |
| Nerikes Allehanda       | [ 14 ]              |
| Nya Wermlands-Tidningen | [ 15 ]              |

Ở Đức, có nhiều nhận định trái chiều về album này. Trong khi Stuttgarter Nachrichten phê bình là album chịu ảnh hưởng quá rõ rệt của nhà sản xuất Stefan Raab, thì Neue Presse gọi đó là "màn ra mắt đầy quyến rũ", còn Hannoversche Allgemeine cho rằng nó "phần nào vô vị" nhưng vẫn là một "album nhạc pop hay", nổi bật là "Bee" như một "bản Thánh ca vui tươi về sự tự do" và "Satellite" thì "vẫn nghe như rất mới đáng kinh ngạc, dù đã lên sóng đầy rầm rộ trước đó".
Trong khi đó, bán chí nước ngoài phê bình khá gay gắt album, nhiều ý kiến cho rằng lời bài hát vô nghĩa và giọng hát của Lena khá yếu. Tờ en:Daily Mail ở Vương quốc Anh đưa ra nhiều nhận định khác nhau về album, ca ngợi nó "chứa các bản cover xứng đáng cho ca khúc Not Following của Ellie Goulding và My Same của Adele, cùng với các bản gốc khác đầy mượt mà, gợi lên một chút gì đó của nữ ca sĩ Đức, Nena", nhưng cũng phàn nàn rằng album nghe có vẻ "vội vã". Ở Thuỵ Điển, trang web Kritiker đưa ra một thang chuẩn là 5.0 để đánh giá từ các nhà phê bình chính thống trên toàn quốc và album được điểm trung bình là 2.0, dựa trên 13 đánh giá, trong đó chỉ ra nhiều ý kiến phê bình từ các đánh giá trái chiều. Jenny Seth của Aftonbladet phê phán Lena chỉ là "một thiếu niên lớn trước tuổi" với "giọng hát gượng gạo... (và) lời bài hát vô vị về những con ong". Cô bổ sung thềm rằng, trong khi Lena "chịu ảnh hưởng của Kate Nash and Adele, giọng cô nghe như một phiên bản của Colbie Caillat nhưng nhút nhát và cô em gái nhỏ hoạt bát nhưng không thể chịu nổi của Jason Mraz". Anders Nunstedt, biên tập viên âm nhạc của tờ báo Thuỵ Điển Expressen, phê bình gay gắt album, gọi nó là "bản pop ra mắt nhạt nhẽo với lời ca vô nghĩa" và chỉ trích "giọng Anh cường điệu hoá" của Lena. Carina Jonsson của Nerikes Allehanda chỉ chấm cho album điểm 1/5 và phê bình khả năng thanh nhạc của Lena, bảo rằng cô "hát tệ như người mới biết karaoke", cũng như, cô gắng gượng một các ngu ngốc hát bằng giọng Anh".

## Tracklist
| STT | Nhan đề                   | Sáng tác                                           | Sản xuất                                   | Thời lượng |
| --- | ------------------------- | -------------------------------------------------- | ------------------------------------------ | ---------- |
| 1.  | "Satellite"               | Julie Frost, John Gordon                           | Brix, Ingo Politz, Bernd Wendlandt, Gordon | 2:55       |
| 2.  | "My Cassette Player"      | Stefan Raab, Lena Meyer-Landrut                    | Stefan Raab                                | 3:35       |
| 3.  | "Not Following"           | Ellie Goulding, Jonny Lattimer                     | Stefan Raab                                | 3:36       |
| 4.  | "I Like to Bang My Head"  | Stefan Raab, Lena Meyer-Landrut                    | Stefan Raab                                | 3:23       |
| 5.  | "My Same"                 | Adele                                              | Stefan Raab                                | 3:02       |
| 6.  | "Caterpillar in the Rain" | Stefan Raab, Lena Meyer-Landrut                    | Stefan Raab                                | 3:42       |
| 7.  | "Love Me"                 | Stefan Raab, Lena Meyer-Landrut                    | Stefan Raab                                | 2:59       |
| 8.  | "Touch a New Day"         | Stefan Raab                                        | Stefan Raab                                | 3:08       |
| 9.  | "Bee"                     | Rosi Golan, Per Kristian Ottestad, Mayaeni Strauss | Per Kristian Ottestad                      | 3:00       |
| 10. | "You Can't Stop Me"       | Stefan Raab                                        | Stefan Raab                                | 2:54       |
| 11. | "Mr. Curiosity"           | Lester Mendez, Dennis James Morris, Jason Mraz     | Stefan Raab                                | 3:41       |
| 12. | "I Just Want Your Kiss"   | Daniel Schaub, Pär Lammers, Stefan Raab            | Stefan Raab                                | 3:05       |
| 13. | "Wonderful Dreaming"      | Stefan Raab, Lena Meyer-Landrut                    | Stefan Raab                                | 3:32       |

| STT | Nhan đề                      | Sáng tác                                 | Thời lượng |
| --- | ---------------------------- | ---------------------------------------- | ---------- |
| 14. | "We Can't Go On" (Amazon.de) | Lammers, Schaub                          | 3:15       |
| 15. | "New Shoes" (iTunes)         | Matty Benbrook, Jim Duguid, Paolo Nutini | 3:23       |

| STT | Nhan đề                                 | Thời lượng |
| --- | --------------------------------------- | ---------- |
| 1.  | "Unser Star für Oslo - Lena" (Tài liệu) | 23:00      |
| 2.  | "Satellite" (Video)                     | 2:54       |

| STT | Nhan đề                                             | Thời lượng |
| --- | --------------------------------------------------- | ---------- |
| 1.  | "Satellite" (Trực tiếp tại Unser Star für Oslo)     | 3:01       |
| 2.  | "Love Me" (Trực tiếp tại Unser Star für Oslo)       | 3:09       |
| 3.  | "Bee" (Trực tiếp tại Unser Star für Oslo)           | 3:30       |
| 4.  | "My Same" (Trực tiếp tại Unser Star für Oslo)       | 3:39       |
| 5.  | "Mr. Curiosity" (Trực tiếp tại Unser Star für Oslo) | 3:32       |
| 6.  | "Satellite" (Thư viện ảnh)                          | 2:54       |

## Credit
| Hát chính - Lena Meyer-Landrut Hát phụ - Christoph Leis-Bendorf - Jan Löchel - Kayna Nhạc công - Thorsten Brötzmann – keyboards - Axel Grube – bass - Michael Knauer – keyboards - Peter Weihe – guitar Audio hậu kì - Sascha "Busy" Bühren - Jeo@Jeopark - Michael Schwabe | Sản xuất - Andre "Brix" Buchmann - John Gordon - Per Kristian "Boots" Ottestad - Ingo Politz - Stefan Raab - Bernd Wendtland Minh hoạ/hình ảnh - Sophie Krische - Ronald Reinsberg Viết nhạc và lời - Adele - Matty Benbrook - Jim Duguid - Julie Frost | - Rosi Golan - John Gordon (nhạc) - Ellie Goulding - Pär Lammers - Jonny Lattimer - Lester Mendez - Lena Meyer-Landrut (lyrics) - Dennis James Morris - Jason Mraz - Paolo Nutini - Per Kristian "Boots" Ottestad - Stefan Raab - Daniel Schaub - Mayaeni Strauss |